# Sabethes lutzii
Sabethes lutzii är en tvåvingeart som beskrevs av Theobald 1903. Sabethes lutzii ingår i släktet Sabethes och familjen stickmyggor. Inga underarter finns listade i Catalogue of Life.